# Pechanga Arena
«Печанга арена» (англ. Pechanga Arena) — крытая арена в Сан-Диего, штат Калифорния, США. Открытая в 1966 году, арена принимала многочисленные спортивные команды в различных видах спорта. Здесь выступают команды «Сан-Диего Галлз» из Американской хоккейной лиги и «Сан-Диего Силз» из Национальной лиги лакросса (NLL).
Из основных профессиональных спортивных лиг арена принимала команды Национальной баскетбольной ассоциации (НБА) «Сан-Диего Рокетс» с 1967 по 1971 год и «Сан-Диего Клипперс» с 1978 по 1984 год. На арене проходил Матч всех звёзд НБА 1971 года и боксёрский поединок Мухаммеда Али против Кена Нортона в 1973 году.
В июне 2023 года группа разработчиков Стэна Кронке, Kroenke Group, объявила, что станет главным инвестором реконструкции участка; проект известен как «Midway Rising». Проект включает в себя современную арену на 16 000 мест, жилые дома, городской парк площадью в несколько акров и многофункциональный район развлечений, искусства и культуры.